# 趙之遴
趙 之遴（朝鮮語: 조지린）は、高麗の文官であり、朝鮮氏族の白川趙氏の始祖である。中国宋の趙匡胤の長男の趙徳昭の三男である。
趙之遴は、979年に戦乱を避けるため高麗に渡り、黄海道白川郡に定着し、顕宗時代に金紫光禄大夫、左僕射、参知政事を務めた。